# Kỷ Bình công
Kỷ Bình công (chữ Hán: 杞平公; trị vì: 535 TCN-518 TCN), tên là Tự Úc, là vị vua thứ 14 của nước Kỷ - chư hầu nhà Chu trong lịch sử Trung Quốc.
Ông là con thứ của Kỷ Hoàn công, em Kỷ Hiếu công và Kỷ Văn công – các vua thứ 11, 12 và 13 nước Kỷ. Năm 536 TCN, Kỷ Văn công mất, ông lên nối ngôi vua.
Sử ký không nêu rõ các sự kiện lịch sử trong thời gian ông làm vua. Năm 518 TCN, ông mất, làm vua tất cả 18 năm. Con ông là Kỷ Điệu công lên nối ngôi vua.